# إيلينا بريداكس
إيلينا بريداكس(ولدت في 29 سبتمبر 1959) هي لاعبة نبالة أولمبية أردنية. مثلت الأردن في دورة الألعاب الأولمبية الصيفية 1988 في سول.

## وصلات خارجية
- إيلينا بريداكس‎‎ على موقع أوليمبيديا (الإنجليزية)

- Iliana Peridakis at worldarchery.org